# NACRA Sevens 2014
El NACRA Sevens (North America Caribbean Rugby Association) de 2014 fue la undécima edición del principal torneo de rugby 7 de la Confederación Norteamérica de Rugby.
Se disputó del 3 al 4 de diciembre en la Ciudad de México.

## Fase de grupos

### Primera Fase

#### Grupo A
| Equipo            | Encuentros | Encuentros | Encuentros | Encuentros | Tantos  | Tantos    | Tantos     | Puntos |
| Equipo            | jugados    | ganados    | empatados  | perdidos   | a favor | en contra | diferencia | Puntos |
| ----------------- | ---------- | ---------- | ---------- | ---------- | ------- | --------- | ---------- | ------ |
| Trinidad y Tobago | 3          | 2          | 1          | 0          | 112     | 42        | +70        | 8      |
| Jamaica           | 3          | 2          | 1          | 0          | 81      | 35        | +46        | 8      |
| México B          | 3          | 1          | 0          | 2          | 77      | 58        | +19        | 5      |
| Curazao           | 3          | 0          | 0          | 3          | 0       | 135       | -135       | 3      |

#### Grupo B
| Equipo                    | Encuentros | Encuentros | Encuentros | Encuentros | Tantos  | Tantos    | Tantos     | Puntos |
| Equipo                    | jugados    | ganados    | empatados  | perdidos   | a favor | en contra | diferencia | Puntos |
| ------------------------- | ---------- | ---------- | ---------- | ---------- | ------- | --------- | ---------- | ------ |
| Barbados                  | 3          | 3          | 0          | 0          | 144     | 17        | +127       | 9      |
| Bermudas                  | 3          | 2          | 0          | 1          | 102     | 33        | +69        | 7      |
| Islas Vírgenes Británicas | 3          | 1          | 0          | 2          | 35      | 128       | -93        | 5      |
| Santa Lucía               | 3          | 0          | 0          | 3          | 21      | 124       | -103       | 3      |

#### Grupo C
| Equipo                       | Encuentros | Encuentros | Encuentros | Encuentros | Tantos  | Tantos    | Tantos     | Puntos |
| Equipo                       | jugados    | ganados    | empatados  | perdidos   | a favor | en contra | diferencia | Puntos |
| ---------------------------- | ---------- | ---------- | ---------- | ---------- | ------- | --------- | ---------- | ------ |
| Guyana                       | 3          | 3          | 0          | 0          | 104     | 19        | +85        | 9      |
| México                       | 3          | 2          | 0          | 1          | 110     | 19        | +91        | 7      |
| Islas Caimán                 | 3          | 1          | 0          | 2          | 68      | 87        | -19        | 5      |
| San Vicente y las Granadinas | 3          | 0          | 0          | 3          | 14      | 171       | -157       | 3      |

### Etapa eliminatoria
|  | Cuartos de final          | Cuartos de final          | Cuartos de final  |                   |        | Semifinales | Semifinales | Semifinales |  |        | Copa   | Copa | Copa |  |
|  |                           |                           |                   |                   |        |             |             |             |  |        |        |      |      |  |
|  |                           |                           |                   |                   |        |             |             |             |  |        |        |      |      |  |
|  | Guyana                    | Guyana                    | 31                |                   |        |             |             |             |  |        |        |      |      |  |
|  | Guyana                    | Guyana                    | 31                |                   |        |             |             |             |  |        |        |      |      |  |
|  | Islas Caimán              | Islas Caimán              | 5                 |                   |        |             |             |             |  |        |        |      |      |  |
|  | Islas Caimán              | Islas Caimán              | 5                 |                   | Guyana | Guyana      | 24          |             |  |        |        |      |      |  |
|  |                           |                           |                   |                   | Guyana | Guyana      | 24          |             |  |        |        |      |      |  |
|  |                           |                           | Trinidad y Tobago | Trinidad y Tobago | 7      |             |             |             |  |        |        |      |      |  |
|  | Trinidad y Tobago         | Trinidad y Tobago         | Trinidad y Tobago | Trinidad y Tobago | 7      | 17          |             |             |  |        |        |      |      |  |
|  | Trinidad y Tobago         | Trinidad y Tobago         |                   |                   |        |             |             |             |  |        |        |      |      |  |
|  | Bermudas                  | Bermudas                  | 12                |                   |        |             |             |             |  |        |        |      |      |  |
|  | Bermudas                  | Bermudas                  | 12                |                   |        |             |             |             |  | Guyana | Guyana | 33   |      |  |
|  |                           |                           |                   |                   |        |             |             |             |  | Guyana | Guyana | 33   |      |  |
|  |                           |                           | México            | México            | 28     |             |             |             |  |        |        |      |      |  |
|  | México                    | México                    | México            | México            | 28     | 17          |             |             |  |        |        |      |      |  |
|  | México                    | México                    |                   |                   |        |             |             |             |  |        |        |      |      |  |
|  | Jamaica                   | Jamaica                   | 12                |                   |        |             |             |             |  |        |        |      |      |  |
|  | Jamaica                   | Jamaica                   | 12                |                   | México | México      | 24          |             |  |        |        |      |      |  |
|  |                           |                           |                   |                   | México | México      | 24          |             |  |        |        |      |      |  |
|  |                           |                           | Barbados          | Barbados          | 7      |             |             |             |  |        |        |      |      |  |
|  | Barbados                  | Barbados                  | Barbados          | Barbados          | 7      | 38          |             |             |  |        |        |      |      |  |
|  | Barbados                  | Barbados                  |                   |                   |        |             |             |             |  |        |        |      |      |  |
|  | Islas Vírgenes Británicas | Islas Vírgenes Británicas | 0                 |                   |        |             |             |             |  |        |        |      |      |  |
|  | Islas Vírgenes Británicas | Islas Vírgenes Británicas | 0                 |                   |        |             |             |             |  |        |        |      |      |  |
|  |                           |                           |                   |                   |        |             |             |             |  |        |        |      |      |  |

| Bandera de Guyana |
| Campeón Guyana    |
| 6.to título       |